# Equação de Euler-Lagrange
Em cálculo de variações, a equação de Euler-Lagrange é uma equação diferencial em que as soluções são funções nas quais uma dada função é estacionária. Ela foi criada pelos matemáticos Leonhard Euler e Joseph Louis Lagrange na década de 1750.
Já que uma função diferencial é estacionária em seus pontos extremos, a Equação de Euler-Lagrange é útil na solução de problemas otimizados em que é necessário buscar o valor máximo ou minimo de uma função. A Equação de Euler-Lagrange é análoga ao teorema de Fermat em cálculo, em que estabelece que onde uma função diferenciável se liga ao seu extremo local, sua derivada será zero.
Na Mecânica de Lagrange, devido ao princípio de Hamilton da ação estacionária, a evolução de um sistema físico é descrito pela solução da Equação de Euler-Lagrange para a ação do sistema. Na mecânica clássica, é equivalente à lei de Newton do movimento, mas possui a vantagem de possuir a mesma forma independente do sistema de coordenadas generalizadas.

## Descoberta
A Equação de Euler-Lagrange foi descoberta na década de 1750 por Euler e Lagrange junto com seus estudos a respeito do problema da curva tautocrônica. Este problema diz respeito à determinar uma curva na qual uma partícula irá cair para um ponto fixo num tempo fixo, independentemente do ponto de partida.
Lagrange solucionou este problema em 1755 e enviou sua solução para Euler. Então Euler desenvolveu o método de Lagrange e o aplicou na mecânica, o que levou à formulação da mecânica de Lagrange. A contínua correspondência de ambos acabou levando a descoberta do cálculo de variações.

## Definição formal
Sejam:
| Entidade                                                                                        | Definição em linguagem matemática | Em Português |
| ----------------------------------------------------------------------------------------------- | --- | --- |
| "q" uma função (diferenciável) a ser descoberta                                                 | {\displaystyle {\begin{aligned}q\colon [a,b]\subset \mathbb {R} &\to X\\t&\mapsto x={q(t)}\end{aligned}}} | A função "q" tem como domínio o intervalo [a,b] (sendo este um subconjunto dos números reais) e como imagem o conjunto X. Dado um ponto "t" do domínio, a função "q" assume o valor q(t).                                     |
| Valores assumidos pela função q                                                                 | q(a) = xa, q(b) = xb, etc | xa é uma notação simplificadora para denotar o valor assumido pela função "q" no ponto em (a). |
| q′ expressa a derivada da função q                                                              | {\displaystyle {\begin{aligned}q'\colon [a,b]&\to T_{q(t)}X\\t&\mapsto v={q'(t)}\end{aligned}}}, sendo que "TX" é o conjunto tangente a X, ou seja, o espaço de possíveis valores de derivadas das funções em "X". É o é o fibrado tangente de X.                                                | A função "q′" tem como domínio o mesmo intervalo [a,b] e como imagem o conjunto TX. |
| L é a função (com conjunto imagem nos números reais) com primeiras derivadas parciais contínuas | {\displaystyle {\begin{aligned}L\colon [a,b]\times X\times TX&\to \mathbb {R} \\(t,x,v)&\mapsto L(t,x,v)\end{aligned}}}Ou, ou que é a mesma coisa, {\displaystyle {\begin{aligned}L\colon [a,b]\times X\times TX&\to \mathbb {R} \\(t,{q(t)},{q'(t)})&\mapsto L(t,{q(t)},{q'(t)})\end{aligned}}} | "L" é uma função com cujo domínio é {\displaystyle [a,b]\times X\times TX} e cuja imagem é o conjunto dos números reais. Note que "L" é uma função de três variáveis (argumentos): "t", a função "q(t)" e a derivada "q'(t)". |
| Lx and Lv são derivadas parciais de "L" em relação ao x e v, respectivamente.                   | {\displaystyle {\frac {\partial L\left(t,x,v\right)}{\partial x}}=L_{x}\rightarrow {\frac {\partial L\left(t,{q(t)},{q'(t)}\right)}{\partial {q(t)}}}=L_{q(t)}} | Um subscrito à frente da letra L indica que não estamos falando da função L, e sim da derivada de L em relação a algum dos três argumentos.                                                                                   |

A Equação de Euler-Lagrange é uma equação safisfeita pela função "q" de um argumento real "t", que é um ponto estacionário da funcional/função
{\displaystyle \displaystyle S(q)=\int _{a}^{b}L(t,{q(t)},{q'(t)})\,\mathrm {d} t}
A equação de Euler, então, é dada por 
{\displaystyle L_{x}(t,{q(t)},{q'(t)})-{\frac {\mathrm {d} }{\mathrm {d} t}}L_{v}(t,{q(t)},{q'(t)})=0.}
sendo {\displaystyle L_{x}} e {\displaystyle L_{v}} as derivadas parciais de L em relação ao segundo e terceiro argumentos, respectivamente.
Se a dimensão do espaço X é maior que 1, então a equação acima é um sistema de equações diferenciais, um para cada componente:
{\displaystyle {\frac {\partial L(t,{q(t)},{q'(t)})}{\partial x_{i}}}-{\frac {\mathrm {d} }{\mathrm {d} t}}{\frac {\partial L(t,{q(t)},{q'(t)})}{\partial v_{i}}}=0\quad {\text{para }}i=1,\dots ,n.}

### Exemplo
O exemplo mais comum para encontrar a função de valor real num intervalo {\displaystyle [a,b]}, tal que {\displaystyle f(a)=c} e {\displaystyle f(b)=d}, o comprimento do arco do gráfico seja o menor possível. Logo o comprimento do gráfico {\displaystyle f} será:
{\displaystyle \ell (f)=\int _{a}^{b}{\sqrt {1+f'(x)^{2}}}\,\mathrm {d} x,}
A função integrante {\displaystyle L(x,y,y')={\sqrt {1+y'^{2}}}} sendo calculada por {\displaystyle (x,y,y')=(x,f(x),f'(x))}.
As derivadas parciais de {\displaystyle L} são:
{\displaystyle {\frac {\partial L(x,y,y')}{\partial y'}}={\frac {y'}{\sqrt {1+y'^{2}}}}\quad {\text{e}}\quad {\frac {\partial L(x,y,y')}{\partial y}}=0.}
Pela substituição da Equação de Euler-Lagrange, obtêm-se
{\displaystyle {\frac {\mathrm {d} }{\mathrm {d} x}}{\frac {f'(x)}{\sqrt {1+f'(x)^{2}}}}=0\Rightarrow {\frac {f'(x)}{\sqrt {1+f'(x)^{2}}}}={\text{constante}}\Rightarrow f'(x)={\text{constante:}}}
ou seja, a função precisa possuir uma primeira derivada parcial constante, e logo seu gráfico será uma linha reta.